# 6629 Kurtz
6629 Kurtz (1982 UP) là một tiểu hành tinh vành đai chính được phát hiện ngày 17 tháng 10 năm 1982 bởi E. Bowell ở trạm Anderson Mesa thuộc Đài thiên văn Lowell.